# The Office (phim truyền hình Mỹ)
The Office là một loạt phim truyền hình hài kịch tình huống theo dạng phim tài liệu châm biến của Mỹ mô tả cuộc sống hàng ngày của các nhân viên văn phòng tại chi nhánh của Công ty Giấy Dunder Mifflin tại Scranton, Pennsylvania. Loạt phim được phát sóng trên NBC từ ngày 24 tháng 3 năm 2005 đến ngày 16 tháng 5 năm 2013 và kéo dài tổng cộng 9 mùa. Dựa trên loạt phim cùng tên của BBC năm 2001-2003 do Ricky Gervais và Stephen Merchant tạo ra, loạt phim đã được Greg Daniels, một cựu biên kịch của Saturday Night Live, King of the Hill và The Simpsons, chuyển thể cho truyền hình Mỹ. Loạt phim được đồng sản xuất bởi Deedle-Dee Productions và Reveille Productions của Daniels (sau này là Shine America), với sự hợp tác của Universal Television. Các giám đốc sản xuất ban đầu là Daniels, Gervais, Merchant, Howard Klein và Ben Silverman, với nhiều người khác được thăng chức trong các mùa sau đó.
Giống như loạt phim của Anh, loạt phim được quay với thiết lập camera đơn mà không có khán giả trường quay hoặc một đoạn tiếng cười để mô phỏng một bộ phim tài liệu thật. Loạt phim được ra mắt lần đầu trên NBC để thay thế giữa mùa và đã phát sóng 201 tập trong thời gian lên sóng. Ban đầu, The Office có Steve Carell, Rainn Wilson, John Krasinski, Jenna Fischer, và B. J. Novak trong dàn diễn viên chính; tuy nhiên, loạt phim đã trải qua nhiều thay đổi với dàn diễn viên trong thời gian lên sóng. Những diễn viên đáng chú ý ngoài dàn diễn viên chính gốc bao gồm Ed Helms, Amy Ryan, Mindy Kaling, Craig Robinson, James Spader, Ellie Kemper và Catherine Tate.
The Office đã gặp phải nhiều đánh giá trái chiều trong mùa đầu tiên ngắn ngủi, nhưng các mùa tiếp theo, đặc biệt là những phần gồm có Carell, đã nhận được sự hoan nghênh đáng kể từ các nhà phê bình truyền hình vì các nhân vật, nội dung, cấu trúc và giai điệu của loạt phim có sự khác biệt đáng kể so với phiên bản Anh. Những mùa này đã được đưa vào danh sách phim truyền hình hàng đầu cuối năm của nhiều nhà phê bình và giành được một số giải thưởng như giải Peabody năm 2006, hai giải thưởng của Nghiệp đoàn Diễn viên Màn ảnh, một giải Quả cầu vàng cho màn trình diễn của Carell và bốn giải Primetime Emmy, trong đó có một giải cho Loạt phim hài xuất sắc năm 2006. Mùa thứ tám của loạt phim đã bị chỉ trích vì chất lượng sa sút. Nhiều người cho rằng sự ra đi của Carell trong phần bảy là một yếu tố góp phần, tuy nhiên, mùa chín cuối cùng đã kết thúc loạt phim với phản ứng hầu như tích cực. Phần cuối của loạt phim, được phát sóng lần đầu vào ngày 16 tháng 5 năm 2013, đã đạt được ước tính 5,69 triệu người xem và nhận được sự hoan nghênh của giới phê bình. Vào năm 2016, Rolling Stone vinh danh The Office là một trong 100 chương trình truyền hình hay nhất mọi thời đại.

## Tập phim
| Mùa | Mùa | Số tập | Số tập | Phát sóng gốc       | Phát sóng gốc       | Xếp hạng | Lượng người xem trung bình (hàng triệu) |
| Mùa | Mùa | Số tập | Số tập | Phát sóng lần đầu   | Phát sóng lần cuối  | Xếp hạng | Lượng người xem trung bình (hàng triệu) |
| --- | --- | ------ | ------ | ------------------- | ------------------- | -------- | --------------------------------------- |
|     | 1   | 6      | 6      | 24 tháng 3 năm 2005 | 26 tháng 4 năm 2005 | 102      | 5.4                                     |
|     | 2   | 22     | 22     | 20 tháng 9 năm 2005 | 11 tháng 5 năm 2006 | 67       | 8.0                                     |
|     | 3   | 25     | 25     | 21 tháng 9 năm 2006 | 17 tháng 5 năm 2007 | 68       | 8.3                                     |
|     | 4   | 19     | 19     | 27 tháng 9 năm 2007 | 15 tháng 5 năm 2008 | 77       | 8.9                                     |
|     | 5   | 28     | 28     | 25 tháng 9 năm 2008 | 14 tháng 5 năm 2009 | 52       | 9.0                                     |
|     | 6   | 26     | 26     | 17 tháng 9 năm 2009 | 20 tháng 5 năm 2010 | 52       | 7.8                                     |
|     | 7   | 26     | 26     | 23 tháng 9 năm 2010 | 19 tháng 5 năm 2011 | 53       | 7.7                                     |
|     | 8   | 24     | 24     | 22 tháng 9 năm 2011 | 10 tháng 5 năm 2012 | 87       | 6.5                                     |
|     | 9   | 25     | 25     | 20 tháng 9 năm 2012 | 16 tháng 5 năm 2013 | 94       | 5.1                                     |